# 李讷 (嗣韩王)
李讷（7世纪？—729年），唐朝宗室。唐高祖之孙，韩王李元嘉的第五子。
武周代唐时，其父李元嘉、其兄黄国公李譔被武则天杀害，他因为年幼幸免于难。神龙初年，唐中宗复位，追复李元嘉爵土，并封其李讷为嗣韩王，历任员外祭酒、太僕卿。开元十七年（729年）李讷去世。其子李叔璩被唐玄宗封为嗣韩王、国子员外司业。李叔璩死后，其子李炜袭封，唐德宗建中年间，李炜改为郓王。后来唐懿宗以郓王即位，李炜的后代再改嗣韩王。